# Melnsils
Melnsils är en ort i Lettland.   Den ligger i kommunen Talsu novads, i den nordvästra delen av landet, 120 km nordväst om huvudstaden Riga. Melnsils ligger 13 meter över havet och antalet invånare är 190.
Terrängen runt Melnsils är platt. Havet är nära Melnsils österut.  Närmaste större samhälle är Kolka, 9,9 km norr om Melnsils.